# 牛首山寺庙群
牛首山寺庙群，位于宁夏回族自治区吴忠市青铜峡市青铜峡镇，是中华人民共和国宁夏回族自治区文物保护单位之一。
2005年9月15日，授予宁夏回族自治区文物保护单位，是一座古建筑。